# Tigné
Tigné és un municipi francès situat al departament de Maine i Loira i a la regió de País del Loira. L'any 2007 tenia 759 habitants.

## Demografia

### Població
El 2007 la població de fet de Tigné era de 759 persones. Hi havia 288 famílies de les quals 72 eren unipersonals (44 homes vivint sols i 28 dones vivint soles), 92 parelles sense fills, 108 parelles amb fills i 16 famílies monoparentals amb fills.
La població ha evolucionat segons el següent gràfic:
Habitants censats

### Habitatges
El 2007 hi havia 362 habitatges, 299 eren l'habitatge principal de la família, 39 eren segones residències i 24 estaven desocupats. 354 eren cases i 8 eren apartaments. Dels 299 habitatges principals, 227 estaven ocupats pels seus propietaris, 67 estaven llogats i ocupats pels llogaters i 5 estaven cedits a títol gratuït; 1 tenia una cambra, 13 en tenien dues, 37 en tenien tres, 77 en tenien quatre i 171 en tenien cinc o més. 233 habitatges disposaven pel capbaix d'una plaça de pàrquing. A 153 habitatges hi havia un automòbil i a 130 n'hi havia dos o més.

### Piràmide de població
La piràmide de població per edats i sexe el 2009 era:
| Homes | Edats   | Dones |
| ----- | ------- | ----- |
| 0     | 95 o +  | 0     |
| 0     | 90 a 94 | 0     |
| 12    | 85 a 89 | 16    |
| 0     | 80 a 84 | 20    |
| 16    | 75 a 79 | 8     |
| 16    | 70 a 74 | 16    |
| 32    | 65 a 69 | 28    |
| 12    | 60 a 64 | 24    |
| 16    | 55 a 59 | 8     |
| 12    | 50 a 54 | 16    |
| 44    | 45 a 49 | 24    |
| 16    | 40 a 44 | 12    |
| 28    | 35 a 39 | 4     |
| 24    | 30 a 34 | 44    |
| 20    | 25 a 29 | 36    |
| 24    | 20 a 24 | 8     |
| 16    | 15 a 19 | 16    |
| 16    | 10 a 14 | 12    |
| 24    | 5 a 9   | 24    |
| 16    | 0 a 4   | 32    |

## Economia
El 2007 la població en edat de treballar era de 433 persones, 340 eren actives i 93 eren inactives. De les 340 persones actives 314 estaven ocupades (184 homes i 130 dones) i 26 estaven aturades (5 homes i 21 dones). De les 93 persones inactives 35 estaven jubilades, 27 estaven estudiant i 31 estaven classificades com a «altres inactius».

### Ingressos
El 2009 a Tigné hi havia 294 unitats fiscals que integraven 743,5 persones, la mediana anual d'ingressos fiscals per persona era de 14.859 €.

### Activitats econòmiques
Dels 21 establiments que hi havia el 2007, 1 era d'una empresa extractiva, 2 d'empreses alimentàries, 5 d'empreses de construcció, 5 d'empreses de comerç i reparació d'automòbils, 3 d'empreses d'hostatgeria i restauració, 1 d'una empresa financera, 1 d'una empresa immobiliària, 1 d'una empresa de serveis i 2 d'empreses classificades com a «altres activitats de serveis».
Dels 9 establiments de servei als particulars que hi havia el 2009, 1 era una oficina bancària, 1 taller de reparació d'automòbils i de material agrícola, 1 paleta, 2 fusteries, 1 electricista, 1 perruqueria i 2 restaurants.
Dels 2 establiments comercials que hi havia el 2009, 1 era una botiga de menys de 120 m² i 1 una fleca.
L'any 2000 a Tigné hi havia 38 explotacions agrícoles que ocupaven un total de 1.276 hectàrees.

## Equipaments sanitaris i escolars
El 2009 hi havia 1 escola maternal integrada dins d'un grup escolar amb les comunes properes formant una escola dispersa i 1 escola elemental.

## Poblacions més properes
El següent diagrama mostra les poblacions més properes.